# Skule Bårdsson

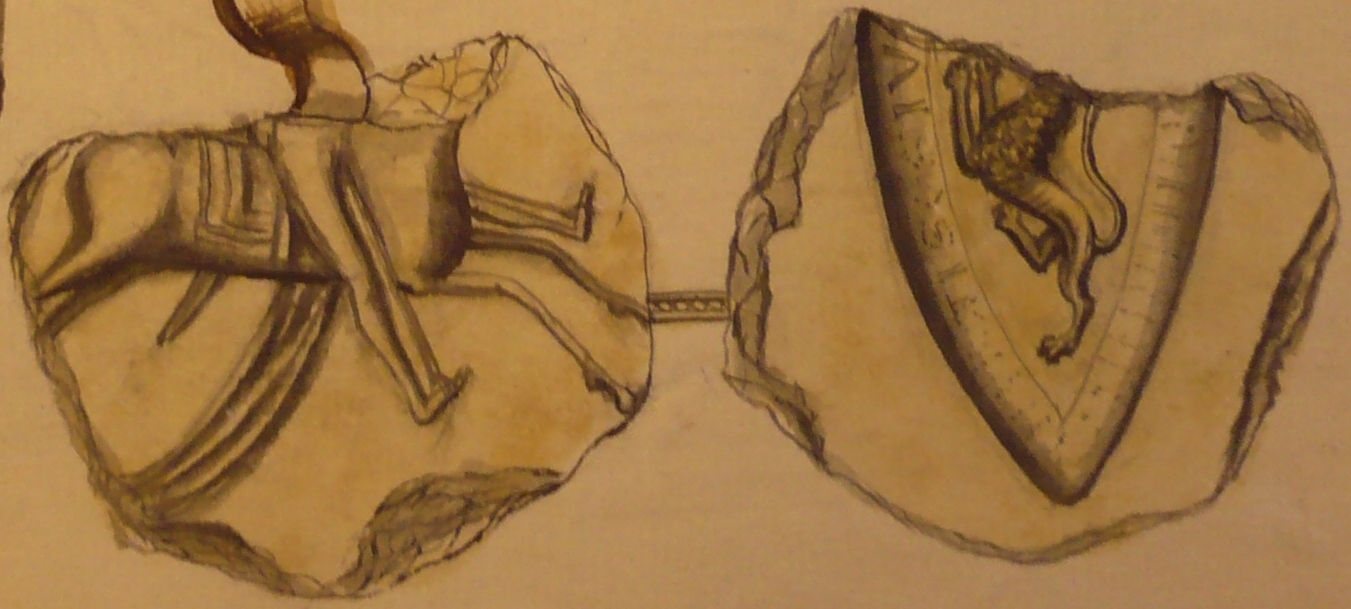
Sigillo reale di Skule Bårdsson, 1225

Skule Bårdsson (in Lingua norrena Skúli Bárðarson) (1189 – 24 maggio 1240) fu il principale contendente al trono di Re di Norvegia contro il suo figlio adottivo Haakon Haakonsson. Apparteneva alla dinastia Godwin.

## Biografia
Skule Bårdsson nacque attorno al 1189. Essendo figlio di Bård Guttormsson apparteneva alla dinastia anglosassone di Godwin, dinastia che con Aroldo II ebbe la corona inglese. Da generazioni però questa dinastia faceva parte a pieno titolo della nobiltà norvegese. Sjule era fratellastro di Re Inge II che regnò dal 1204 al 1217, il quale lo elevò al rango di conte (jarl) un anno prima di morire. Alla morte di Inge nel 1217, Haakon Haakonsson fu dichiarato re all'età di soli tredici anni nonostante la candidatura di Skule. Nonostante ciò, Skule deteneva gran parte del potere in quanto reggente del regno fino al raggiungimento della maggiore età da parte di Haakon. La sede del potere di Skule era a Nidaros (quando invece quella di Haakon era a Bergen). Per cercare di ristabilire la pace tra i due nel 1225 Haakon sposò la figlia di Skule, Margrete Skúladóttir.
Sempre per cercare un equilibrio di potere tra i due, nel 1237, Skule fu il primo norvegese ad essere nominato Duca. Ma questo non servì e Skule iniziò a ribellarsi apertamente e militarmente al comando di Haakon. Tra coloro che si schierarono tra le file di Skule vi fu il celeberrimo storico Snorri Sturluson il quale morì durante la ribellione. Skule si fece proclamare re dai suoi sostenitore nel 1239 presso la Thing di Trøndelag. Organizzò una campagna militare contro re Haakon, vinse una battaglia a Låka nella regione di Nannestad, ma perse poi a Oslo. Skule venne sconfitto da Haakon e i suoi sostenitori e cercò asilo presso il Priorato di Elgester vicino a Trondheim ma gli uomini di Haakon bruciarono il monastero con lui dentro. Con la morte di Skule, l'era delle Guerre civili norvegesi si concluse.